# Aeroportul Zhanjiang
Aeroportul Zhanjiang (IATA: ZHA, ICAO: ZGZJ) este un aeroport din Zhanjiang⁠(d), Guangdong, Republica Populară Chineză ce deservește zona Zhanjiang⁠(d). Aeroportul a fost tranzitat în 2022 de 1.317.170 de pasageri. A fost numit după zona deservită.
Situat la o altitudine de 119 m, aeroportul dispune de o singură pistă.